# 伊奈長三郎
伊奈 長三郎（いな ちょうざぶろう、1890年（明治23年）3月20日 - 1980年（昭和55年）10月10日）は、日本の実業家、政治家。伊奈製陶（INAXを経て、現在のLIXIL）創業者で、同社代表取締役社長を務めた。政治家としては初代常滑市長（1期）、常滑町長（1期）などを歴任した。

## 経歴･人物
愛知県知多郡常滑村（常滑町を経て、現在の常滑市）で第5代目窯元の伊奈初之丞の長男して生まれる。旧名は、伊奈長太郎。東京中学校（現在の東京高等学校）を経て、1912年に東京高等工業学校（東京工業大学を経て、現在の東京科学大学）窯業科を卒業した。1918年、帝国ホテル煉瓦製作所技術顧問に就任した。1924年に伊奈製陶を設立し、同社常務取締役に就任した。1929年、常滑町会議員に就任した。1935年に西浦製陶（現在のジャニス工業）を設立し、同社代表取締役に就任した。1939年、伊奈製陶代表取締役社長に就任した。
1951年4月、常滑町長に初当選した。1954年4月1日、常滑町は鬼崎町、西浦町、大野町、三和村と合併・市制施行し、常滑市が成立した。同年4月に行われた市長選で当選し、初代市長に就任した。1955年3月5日に退任した。
1959年に藍綬褒章、1961年に紺綬褒章をそれぞれ受章した。1963年、伊奈製陶代表取締役会長に就任した。1965年、勲四等瑞宝章を受章した。1972年、株式40万株を常滑市に寄付し、常滑市名誉市民第1号に推挙される。また同年鮎川武雄、田所芳秋、山内俊吉、森本貫一らとともに日本セラミックス協会名誉会員の称号を受けた。1976年、伊奈製陶取締役相談役に就任した。
1980年10月10日、死去した。90歳没。命日の10月10日は常滑市により「陶と灯の日」と定められた。

## 親族
INAX第5代代表取締役社長を務めた中興の祖伊奈輝三は三男で、その妻はトヨタグループ創設者・豊田佐吉の末弟豊田佐助の娘・節子である。元LIXILグループ取締役の伊奈啓一郎は孫である。